# Felipe Borrego Estrada
Felipe Borrego Estrada (Zacatecas, Zacatecas, 11 de noviembre de 1952) es un abogado y político mexicano. Ha sido presidente del Supremo Tribunal de Justicia de Zacatecas, diputado federal y secretario técnico del Consejo de Coordinación para la Implementación del Sistema de Justicia Penal. 
Es consejero de la Judicatura Federal desde el 9 de septiembre de 2014 en que fue designado por el Pleno del Senado de México.
Licenciado en Derecho por la Universidad Autónoma de Zacatecas.
En el año 2008, fue designado por el presidente de la República Felipe Calderón Hinojosa, secretario técnico del Consejo de Coordinación para la Implementación del Sistema de Justicia Penal, con la finalidad de implementar las reformas constitucionales sobre seguridad y justicia.
Fue diputado federal (LX Legislatura del Congreso de la Unión de México, 2006-2009), formando parte del grupo parlamentario del Partido Acción Nacional integró las Comisiones de Justicia (de la cual fue secretario), Puntos Constitucionales, la Jurisdiccional, y la Comisión Especial para la Reforma del Estado; además, participó como Encargado, de su Grupo Parlamentario, para el Estudio y Dictamen de la Reforma Penal Constitucional de 2008.
Como profesional del Derecho, además de desempeñarse como abogado postulante, siendo Presidente del Colegio de Abogados Postulantes del Estado de Zacatecas, A.C., fue Presidente del Tribunal Superior de Justicia del Estado de Zacatecas en el periodo 1998-2004, dentro del cual fue Coordinador de Asuntos Internacionales de la Comisión Nacional de Tribunales Superiores de Justicia del País (CONATRIB).
Delegado Estatal del Instituto Mexicano del Seguro Social en Zacatecas (1983-1984) y Guanajuato (1984-1986).
En la Facultad de Derecho de la Universidad Autónoma de Zacatecas, ha sido profesor titular de las cátedras de Derecho Mercantil, Historia del Derecho Mexicano y Derecho de la Seguridad Social; ha participado como ponente en diversos foros nacionales e internacionales organizados por la Suprema Corte de Justicia de la Nación (México), el Instituto de Investigaciones Jurídicas de la Universidad Nacional Autónoma de México y la Comisión de Justicia de la Unión Europea.
Entre sus publicaciones destaca, el Catálogo de Causas Criminales del Periodo Colonial (Archivo Histórico del Estado de Zacatecas), así como artículos en diversas revistas especializadas en la materia jurídica, como Reforma Judicial, la cual es publicada por el Instituto de Investigaciones Jurídicas de la UNAM.